# أوي بيشل
أوي بيشل (بالألمانية: Uwe Peschel) (و. 1968  م) هو راكب دراجة هوائية، من ألمانيا، ولد في برلين، شارك في الألعاب الأولمبية الصيفية 1996، والألعاب الأولمبية الصيفية 1992، وركوب الدراجات في الألعاب الأولمبية الصيفية 1992 – فريق رجال سباق الزمن ‏.

## سباقات أو مراحل فاز بها
| التاريخ        | السباق                                                                 | المركز                  |
| -------------- | ---------------------------------------------------------------------- | ----------------------- |
| 01 يناير 1992  | ركوب الدراجات في الألعاب الأولمبية الصيفية 1992 – فريق رجال سباق الزمن | الفائز في التصنيف العام |
| 01 يناير 1995  | سباق الطريق ضد الساعة في بطولة العالم 1995                             | المركز الثالث           |
| 02 يونيو 1996  | طواف بايرن 1996                                                        | الفائز في التصنيف العام |
| 29 أغسطس 1997  | 1997 Tour du Poitou-Charentes                                          | المركز الثالث           |
| 20 سبتمبر 1997 | جراند بريكس دي نيشنز 1997                                              | الفائز في التصنيف العام |
| 22 سبتمبر 2001 | جراند بريكس دي نيشنز 2001                                              | الرابع في التصنيف العام |
| 21 سبتمبر 2002 | 2002 جراند بريكس دي نيشنز                                              | الفائز في التصنيف العام |
| 01 يناير 2003  | سباق الطريق ضد الساعة في بطولة العالم 2003                             | المركز الثاني           |
| 21 سبتمبر 2003 | 2003 جراند بريكس دي نيشنز                                              | الرابع في التصنيف العام |
| 19 أكتوبر 2003 | 2003 Chrono des Nations                                                | المركز الثالث           |
| 19 سبتمبر 2004 | 2004 جراند بريكس دي نيشنز                                              | المركز الثاني           |

## روابط خارجية
- أوي بيشل على موقع الاتحاد الدولي للدراجات (الإنجليزية)
- أوي بيشل على موقع أرشيف الدراجات (الإنجليزية)
- أوي بيشل على موقع إحصائيات الدراجات الإحترافية (الإنجليزية)
- أوي بيشل على موقع CycleBase (الإنجليزية)
- أوي بيشل على موقع أوليمبيديا (الإنجليزية)